# Fenris

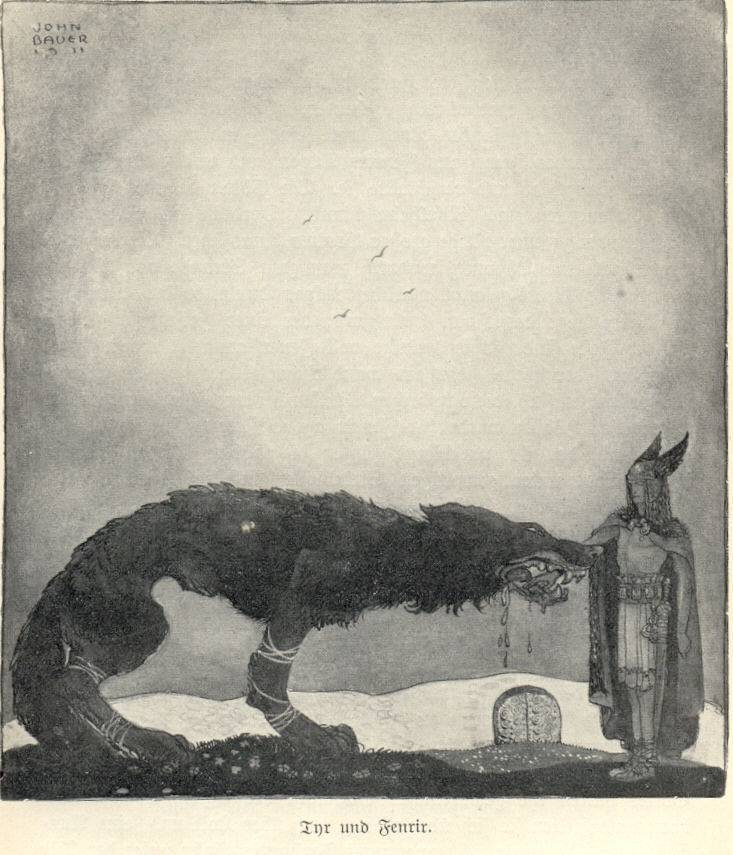
Fenris îi smulge brațul lui Tyr

În mitologia nordică, Fenris sau Fenrir este un monstru gigant sub întruchiparea unui lup.
El este cel mai mare dintre copiii lui Loki și ai femelei-gigant Angerbrode. Zeii au aflat de o profeție care spunea că lupul și familia sa vor fi într-o zi responsabili de distrugerea lumii. Ei au prins lupul și l-au închis într-o cușcă. Doar zeul războiului, Tyr, îndrăznea să îl hrănească și să aibă grijă de el. Când a crescut, dimensiunile gigantice ale lupului i-au determinat pe zei să încerce să îl înlănțuiască pentru a nu reprezenta un pericol. Dar lupul rupea fiecare lanț cu care era prins. De aceea zeii au rugat piticii să creeze un lanț magic pentru ca lupul să nu scape. Acest lanț s-a numit Gleipnir. Apoi zeii au încercat să-l păcălească pe lup pentru a-l prinde, spunându-i că nu este îndeajuns de puternic pentru a rupe lanțurile, care, deși erau de neînvins, păreau foarte subțiri. Lupul a vrut să-și confirme puterea, dar a cerut o dovadă de încredere: unul din ei trebuia să-și pună mâna în fălcile lui. Nimeni nu a acceptat, în afară de Tyr, iar lupul văzând că nu poate scăpa din lanțuri a retezat cu colții mâna zeului. Zeii l-au dus pe Fenris și l-au încătușat de o stânca la 100 km sub pământ, iar capetele lanțului le-au legat în cele patru puncte cardinale. În ziua Ragnarok-ului Fenrir va rupe lanțul și se va alătura giganților în lupta împotriva zeilor. Îl va căuta pe Odin și îl va devora. Vidar, fiul lui Odin, își va răzbuna tatăl cu mâinile goale, rupându-i fălcile lui Fenris.
Acest articol referitor la mitologia nordică  este deocamdată un ciot. Puteți ajuta Wikipedia prin completarea lui!
1. 1 2  Encyclopedia of Ancient Deities (1st edition)[*], p. 178 Verificați valoarea |titlelink= (ajutor)
2. 1 2  IeSBE / Loke[*] Verificați valoarea |titlelink= (ajutor)